# Университетская площадь (Харьков)
Университетская площадь (ранее Успенская, Соборная, Советская, Павших борцов (революции) — площадь в центре Харькова, возникла одной из первых на территории Харьковской крепости. Расположена на Университетской горке, административно принадлежит Шевченковскому району города Харькова.
Университетская площадь пересекается Университетской улицей, ограничена с севера Соборным спуском, с востока — Успенским собором, с юга — бывшими зданиями Императорского Харьковского университета, а с запада — обрывом к Клочковской улице и реке Лопань.

## История
Площадь сформировалась на территории Харьковской крепости ещё во время строительства Успенского собора, осуществлённого в 1657 году. В начале 1919 года, 3 января, в городе была установлена Советская власть и площадь была ненадолго (до 25 июня 1919) переименована в Советскую, в начале 1920-х — в Павших борцов революции (по установленному на ней тогда памятнику), а позже в Университетскую, по названию первого здания Харьковского университета.

## Здания

### Успенский собор
Собор Успения Пресвятой Богородицы — древнейший храм города Харькова, после постройки в середине XVII века ещё несколько раз перестраивался. Последний каменный храм XVIII века выполнен в стиле барокко. Александровская колокольня храма высотой 89,5 метра построена в XIX веке в стиле классицизма и до 2006 года являлась высочайшим каменным зданием в городе. В соборе с 1986 года действует Дом органной и камерной музыки.

Успенский собор
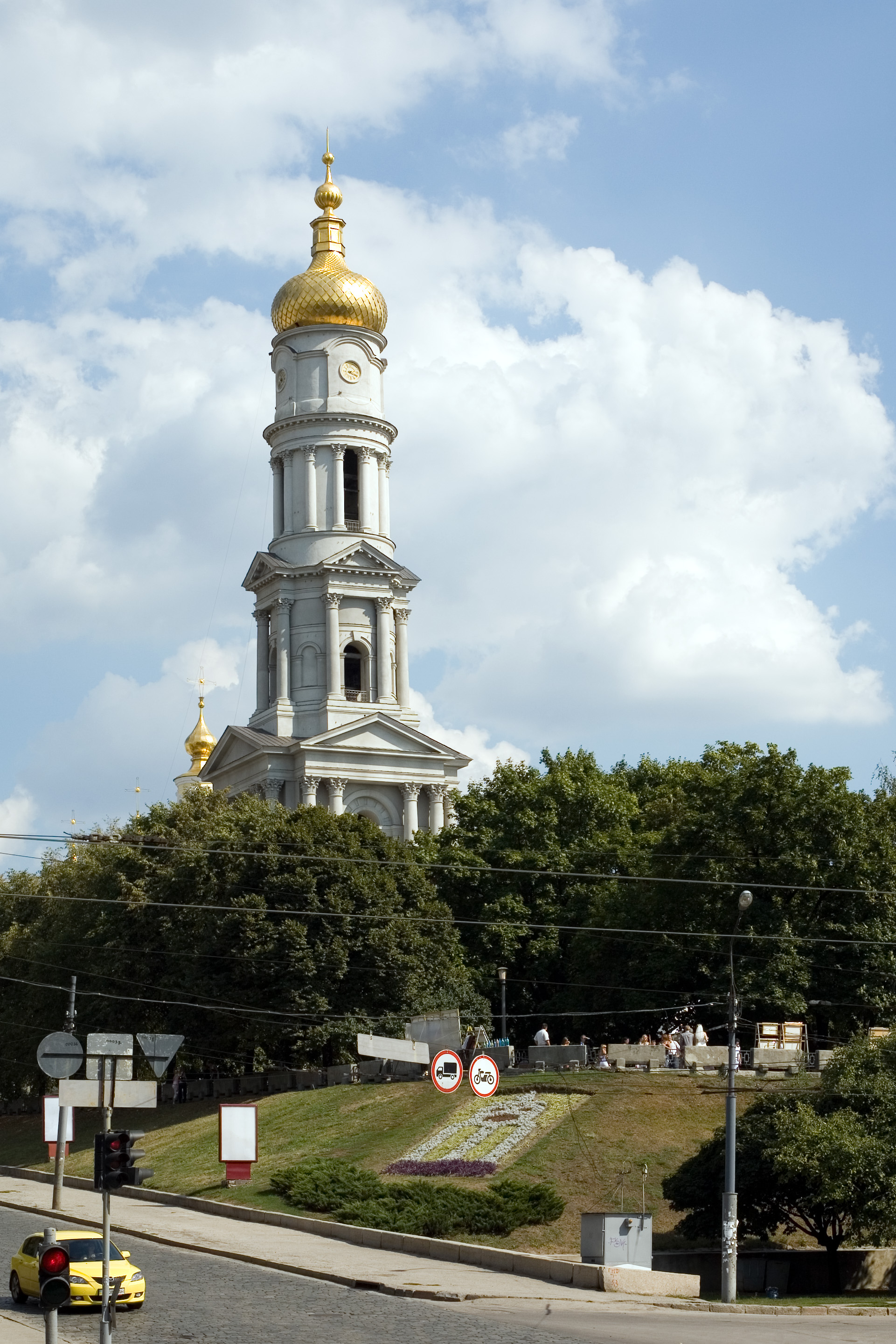
Сквер перед Успенским собором на Университетской площади. Вид от перекрёстка ул. Клочковской и Соборного спуска.
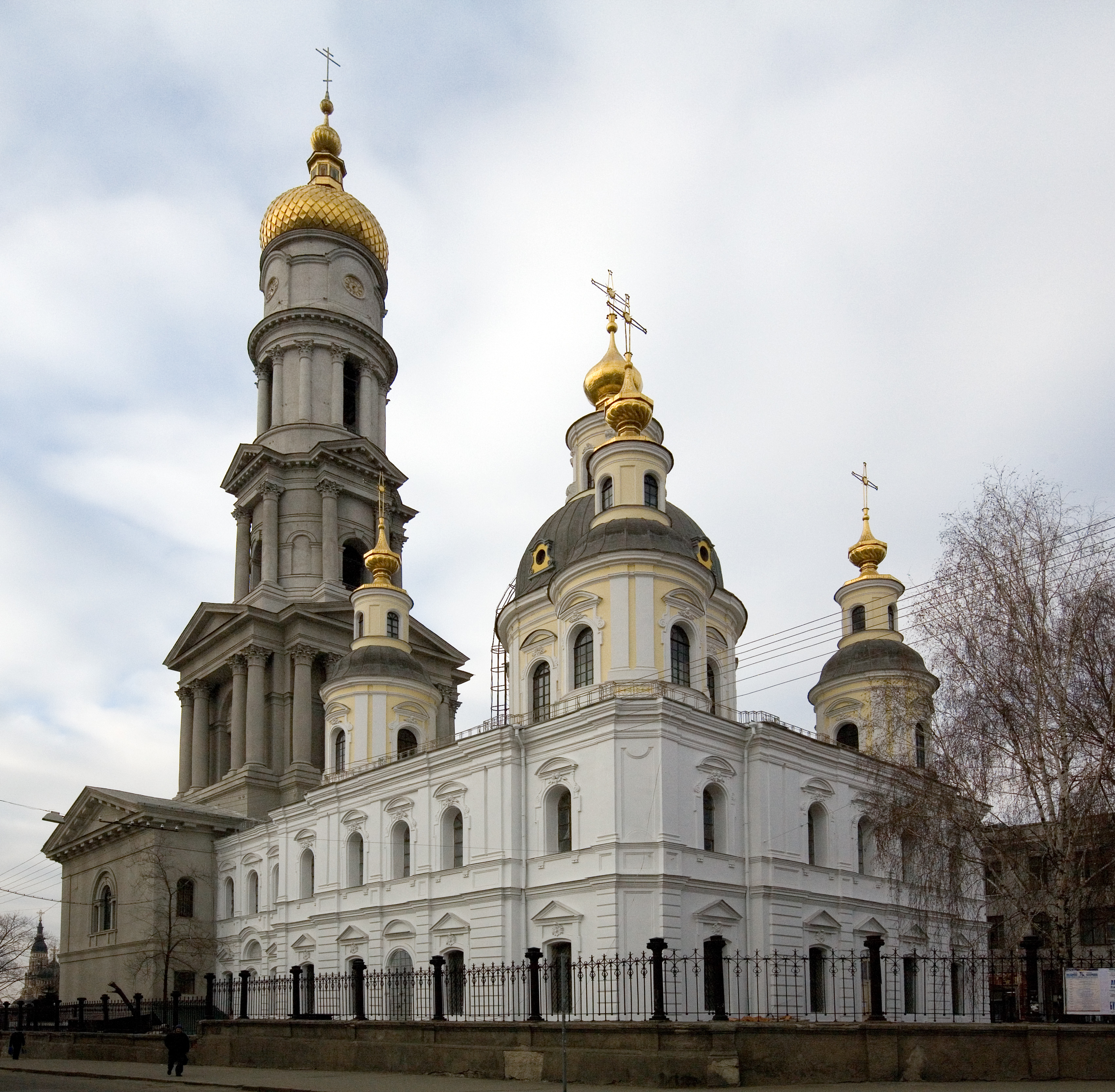
Успенский собор.
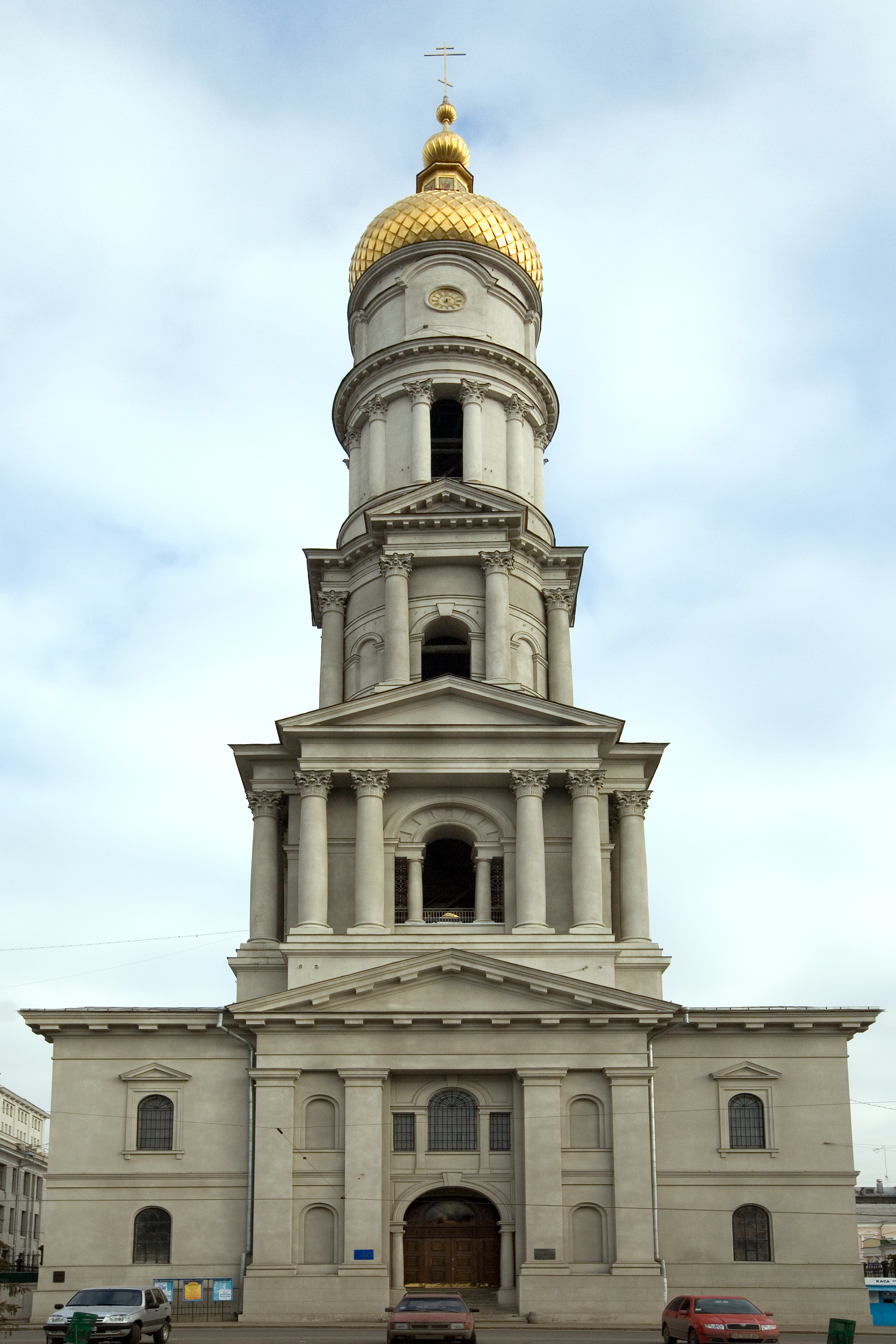
Александровская колокольня Успенского собора.

### Губернаторский дворец
Губернаторский дворец и, в дальнейшем, бывший главный корпус Императорского Харьковского университета построен во второй половине XVIII века в стиле барокко. В оформлении фасада использовались тонко каннелюрованные пилястры ионического ордера, двухэтажные флигели частично рустованны, в нишах расположены вазы. Во дворе, в построенном в 1787 году торжественном зале, в 1791 году открылся первый харьковский театр.

### Присутственные места (Дом Красной Армии)
Строительство первого каменного дома присутственных мест проводилось в конце XVIII—начале XIX века, а в середине XIX века здание перестроили по новому проекту. В 1930-х годах здание было реконструировано в стиле конструктивизма и стало Всеукраинским Домом Красной Армии имени К. Е. Ворошилова. Во время Великой Отечественной войны здание было разрушено, а на его месте разбит сквер.

Здание присутственных мест (Дом Красной Армии)
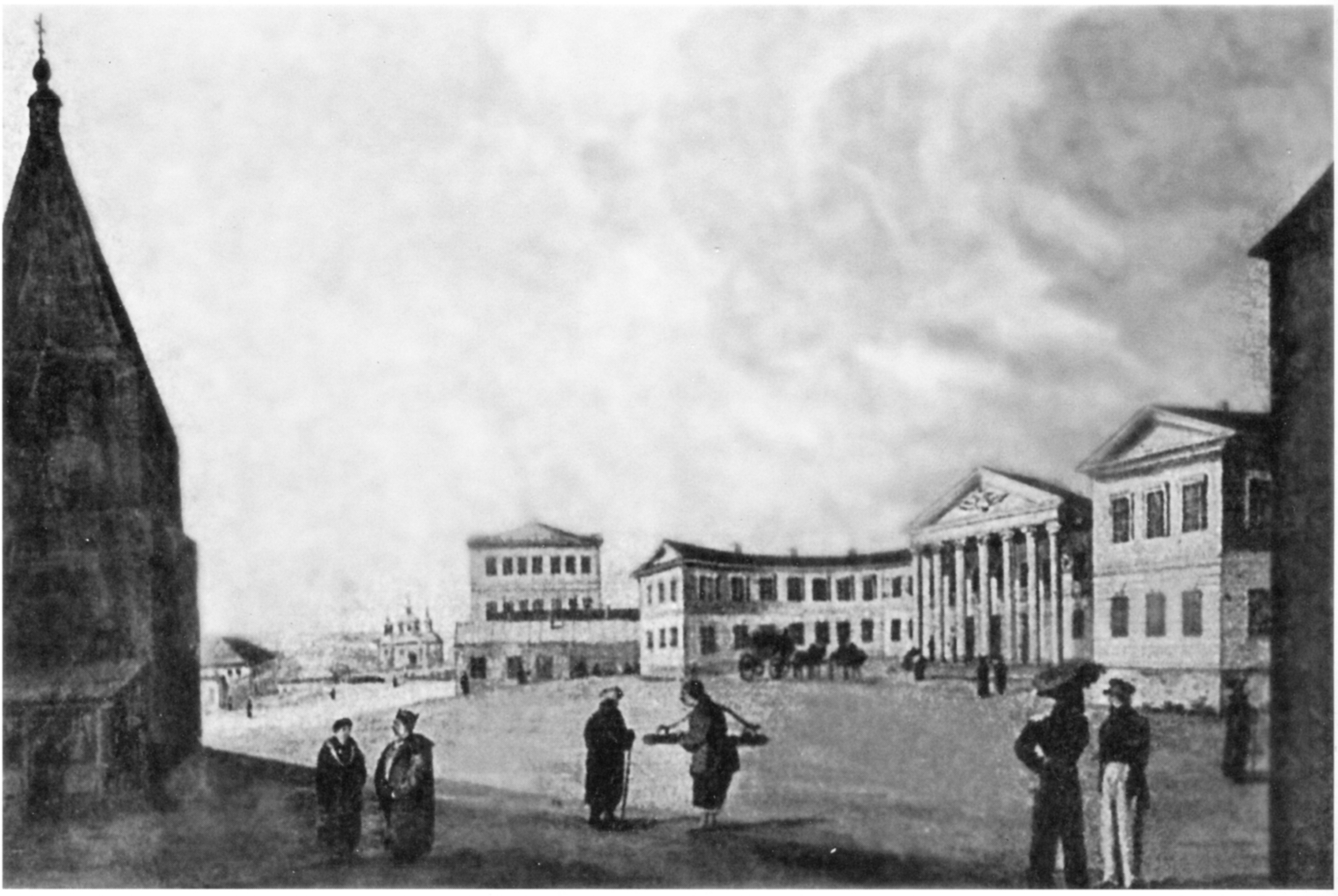
Здание присутственных мест 1785—1805 годов постройки. Вид присутственных мест в начале XVIII века от Университетской улицы с северной части Соборной площади. Слева видна старая колокольня Успенского собора.
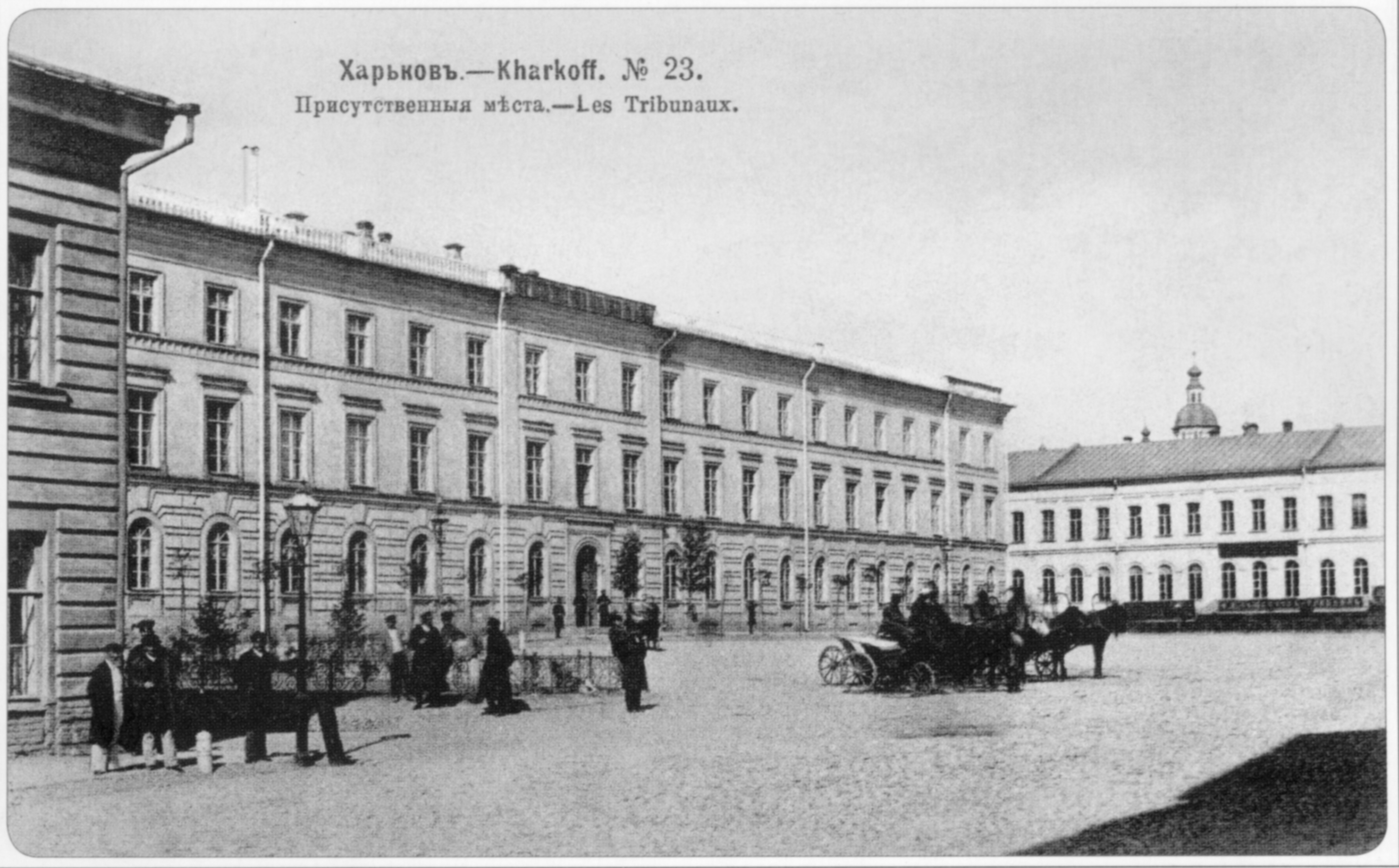
Здание присутственных мест 1854 года постройки. Вид с южной стороны Соборной площади. На переднем плане слева виден газовый фонарь уличного освещения. Слева видно начало двухэтажного химического корпуса Императорского Харьковского университета.

## Сквер
Сквер разбили на месте разрушенного здания Дома Красной Армии и остальной части площади. В нём расположен памятник борцам Октябрьской революции. Его построили по проекту архитектора Л. В. Гуровой 6 ноября 1957 года к 40-летию Октябрьской революции. Памятник выполнен из полированного красного гранита в виде куба, на котором находится приспущенное бронзовое знамя и надпись:
В день 40-летия Великого Октября тем, кто отдал свою жизнь за власть Советов
12 июля 1958 года к 40-летию Коммунистической партии Украины перед памятником зажгли вечный огонь.
В 2008 году сквер реконструировали, заменили парковое освещение, дорожки замостили плиткой.

## Транспорт

Генерал Сергей Топорков на параде Добровольческой армии в Харькове летом 1919 года на Соборной площади перед зданием присутственных мест.

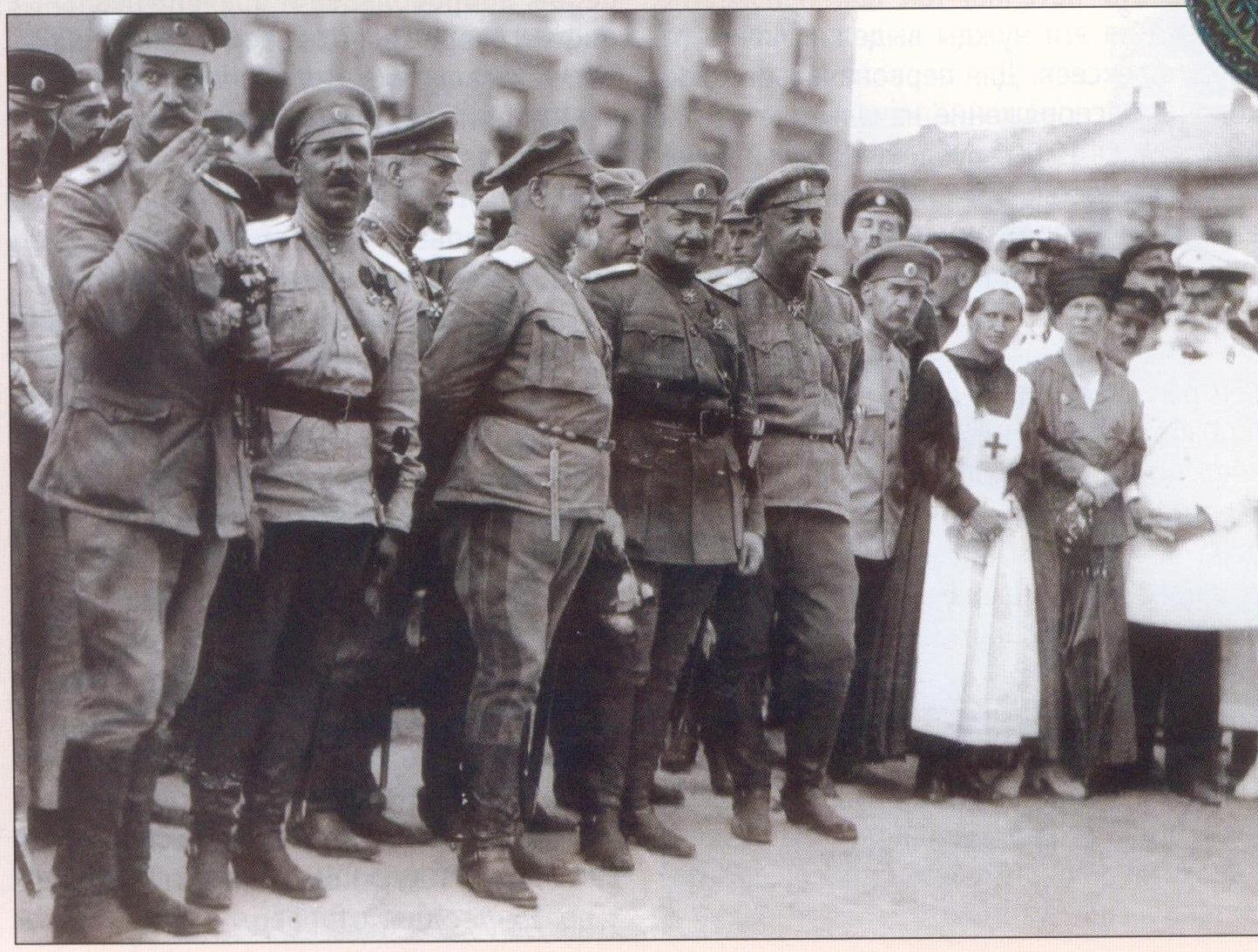
Высшие чины ВСЮР, в том числе генералы Деникин и Романовский, на фоне здания присутственных мест во время парада 5 июля (22 июня ст.ст.) 1919 года.

В нескольких сотнях метров к северу, в районе площади Конституции расположен пересадочный узел между Холодногорско-Заводской и Салтовской линиями метро, состоящий из станций «Площадь Конституции» и «Исторический музей». Непосредственно возле площади расположена конечная автобусного маршрута № 239, следующего на Холодную Гору и Залютино ю

## Университетская площадь в искусстве
Университетская площадь упоминается в романе Владимира Беляева «Старая крепость» (1959; экранизация — 1973—1976), а также в романе Игоря Болгарина и Георгия Северского «Адъютант его превосходительства» (1968; экранизация — 1969).